# Daïra de Souagui
La daïra de Souagui est une circonscription administrative algérienne située dans la wilaya de Médéa et la région du Titteri. Son chef-lieu est situé sur la commune éponyme de Souagui.
La daïra regroupe les quatre communes de Souagui, Djouab, Sidi Zahar et Sidi Ziane.